# Свети Георги (Зиляхово)
Вижте пояснителната страница за други значения на Свети Георги.
„Свети Георги“ (на гръцки: Ιερός Μητροπολιτικός Ναός Αγίου Γεωργίου) е възрожденска църква в град Зиляхово (Неа Зихни), Гърция, катедрален храм на Зъхненската и Неврокопска епархия.
Завършена е през 1835 година, а стенописите са от 1865 година. Църквата е каменна и има базиликален вид. На западната страна има женска църква. В 1967 – 1973 година е построена на ново. От старата църква са запазени владишкият трон, един проскинитарий, царските икони и преносими икони и свещниците.